# Vaso Burgon

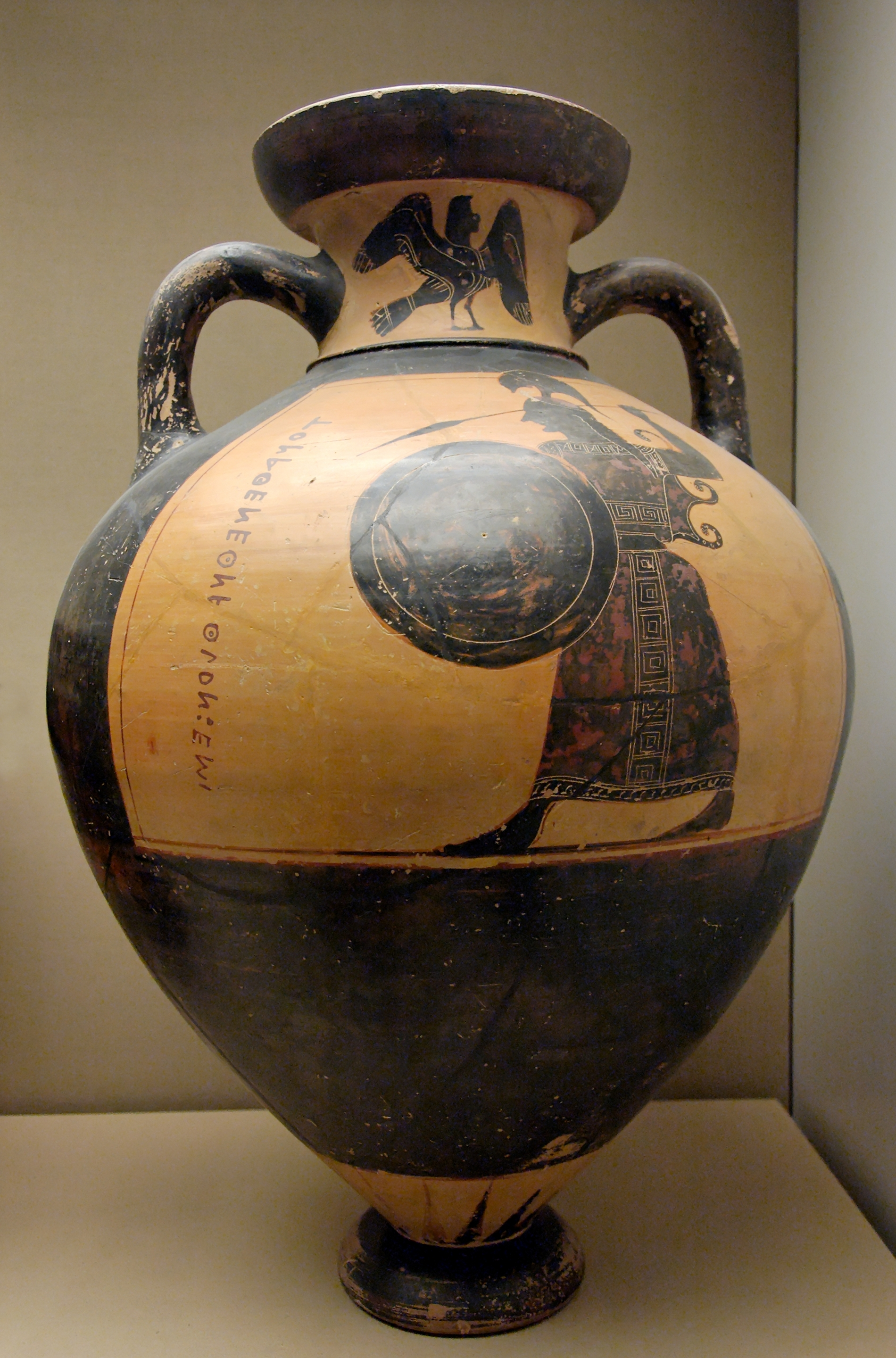
Atenea llevando la égida. Inscripción: ΤΟΝ ΑΘΕΝΕΘ[Ε]Ν ΑΘΛΟΝ ΕΜΙ "Procedo de los juegos de Atenas". Ánfora panatenaica de figuras negras, hacia 565-560 a. C. Procedencia: Atenas.

El Vaso Burgon es la primera ánfora panatenaica conocida, que data de alrededor del 560 a. C., y el nombre del vaso del antiguo pintor griego del Grupo Burgon. Hoy en día se exhibe en el Museo Británico.  El vaso, de 61 cm de alto, es corto y rechoncho, con una boca muy baja y un cuello corto. Las asas están cerca del cuerpo y son pequeñas. El pie es pequeño en proporción al vaso. El ánfora fue descubierta en 1813 en Atenas y lleva el nombre de Thomas Burgon (1787-1858), un comerciante de la Levant Company, que la trajo a Inglaterra y la vendió al museo. Fue descubierta llena de fragmentos de hueso, habiendo sido utilizada como urna funeraria. La parte trasera del vaso fue seriamente dañada por un pico durante la excavación.

## Descripción
El vaso está pintado en estilo de figuras negras con imágenes de la diosa griega Atenea, una sirena voladora y una lechuza, así como un carro de dos caballos.
Atenea está mirando a la izquierda. Lleva un casco con una cresta baja; su sección principal se asemeja a un gorro. El brazo izquierdo mueve una lanza con una punta muy bien ilustrada. La vestimenta de la diosa consiste en un peplo largo sin mangas y con cinturón en la cintura. El diploidion -una parte de los himationes sujetados sobre los hombros- está decorado con un meandro, mientras que la falda misma está decorada con una banda vertical, que consiste en cuadrados completos, y con un dobladillo. Los pies de Atenea están separados, firmemente en la línea del suelo. El borde de la égida está representado por dos grandes serpientes retorcidas y una que se asoma por encima del hombro. El escudo que Atenea lleva con su brazo derecho, lleva un delfín mirando hacia la izquierda.
A la izquierda de Atenea está la inscripción, escrita de derecha a izquierda, ΤΟΝΑΘΕΝΕΘ(Ε)ΝΑΘΛΟΝΕΜΙ («Yo soy el premio Atenea(eia)») en la ortografía del siglo VI a. C.
En la parte trasera del vaso hay un auriga barbilampiño sentado y con ropa roja. Con los pies sobre un estribo, conduce un carro de dos caballos a la derecha. Lleva las riendas en su mano derecha y el kalaurops (bastón con cascabeles), para incitar al caballo a subir. La forma de las ruedas, con solo dos radios y dos puntales de refuerzo que se extienden perpendicularmente a ellas, se asemeja a la rueda de bronce de Olimpia.
En el cuello sin adornos hay una sirena en el frente y una lechuza en la espalda, ambos con las alas en la misma postura.